# Lev Rokhlin
Lev Yakovlevich Rokhlin (en ruso: Лев Яковлевич Рохлин; Aral 1947–óblast de Moscú, 1998) fue un oficial de carrera en los ejércitos soviético y ruso. Rokhlin alcanzó la cima de las Fuerzas Armadas de Rusia, ascendiendo rápidamente de rango durante y después de la Guerra de Afganistán. Tras la caída de la Unión Soviética, comenzó una carrera política y se convirtió en miembro de la Duma Estatal y presidente del Comité de Defensa de la Duma Estatal. Fue asesinado a tiros en 1998 en circunstancias misteriosas.

## Primeros años
Lev Rokhlin era el menor de tres hijos en la familia de un veterano de guerra, el exiliado político Yakov Lvovich Rokhlin. En 1948, ocho meses después del nacimiento de su hijo, Yakov fue arrestado y aparentemente murió en una prisión del Gulag. La madre de Lev, Ksenia Ivanovna Goncharova, crio sola a tres hijos.
Diez años después, la familia Rokhlin se mudó a Tashkent. Rokhlin estudió allí en la escuela #19 en Old Town. Después de graduarse, trabajó en la fábrica de aviones de Tashkent y luego fue reclutado por el ejército.
En 1970 se graduó de la Escuela Superior de Mando Militar de Tashkent con honores, luego sirvió en el Grupo de Fuerzas Soviéticas en Alemania en Wurzen. Luego estudió en la Academia Militar de Frunze, y después de completar sus estudios sirvió en el Ártico y en los distritos militares de Leningrado, Turkestán y Transcaucasia, como subcomandante de un cuerpo.

## Servicio posterior
En 1982-1984 sirvió en Afganistán, inicialmente como comandante del 860 Regimiento de Infantería Mecanizada en Fayzabad, una ciudad en el noreste Afganistán. En junio de 1983 fue relevado de este cargo después de una operación fallida y fue nombrado subcomandante del 191 Regimiento de Infantería Mecanizada en Ghazni. Pero en menos de un año fue reelegido en su puesto anterior. Fue herido dos veces y la segunda vez fue evacuado a Tashkent.
Se graduó de la Academia Militar del Estado Mayor con honores.
En marzo de 1987, Rokhlin fue nombrado comandante de la 152 División de Fusileros Motorizados, 31 Cuerpo de Ejército, en Kutaisi, una división de cuadros.
En noviembre de 1988, Rokhlin se convirtió en comandante de la 75.ª División de Fusileros Motorizados del 4.º Ejército en Nakhchivan. A principios de 1990, la división fue transferida a las Tropas fronterizas soviéticas de la KGB, y Rokhlin fue ascendido a general de división en febrero del mismo año.
En 1993, se convirtió en el jefe del 8.º Cuerpo de la Guardia de Rusia en Volgogrado (antes Stalingrado), con el rango de teniente general, el único judío en alcanzar tal rango en Rusia desde la Segunda Guerra Mundial.
Durante la Primera Guerra Chechena, a Rokhlin se le atribuyó la reorganización de las fuerzas rusas en Chechenia y finalmente la toma de la capital chechena de Grozny en 1995. Frustrado por el derramamiento de sangre, dejó el ejército unas semanas después. Se negó a aceptar la medalla más alta del estado y el título de Héroe de la Federación Rusa por liderar la ofensiva de Grozny, diciendo: "Es inmoral buscar la gloria en una guerra civil para los comandantes. Para Rusia, la guerra de Chechenia no tiene nada de gloria, sino toda tragedia".

## Carrera política
Después de jubilarse en 1995, Rokhlin fue elegido miembro del parlamento ruso, la Duma, como miembro del partido proBoris Yeltsin Nuestro Hogar – Rusia, al que luego renunció. Rokhlin presidió el Comité de Defensa de la Duma hasta que el presidente Yeltsin hizo un raro acuerdo con el Partido Comunista para despojarlo del cargo. En 1997, Rokhlin formó su propio movimiento, llamado En Defensa del Ejército, que culpó a Yeltsin por la guerra en Chechenia y por la baja moral en el ejército, trató con algún éxito de organizar a los militares en servicio y retirados en una fuerza política que podría obligar a Yeltsin a dejar el cargo.

## Muerte
El 4 de julio de 1998, unos meses después de que intentara organizar una protesta masiva contra el gobierno por parte de militares, Lev Rokhlin fue asesinado en su cama por un disparo en la cabeza. Su esposa Tamara al principio confesó que lo habría matado "debido a una relación hostil" y fue condenada por un tribunal en 2005, pero ha insistido desde entonces en que fue asesinado por un grupo de enmascarados que irrumpieron en su dacha. Le dieron una sentencia condicional de 4-5 años.
Tres cadáveres quemados fueron encontrados en un cortavientos cerca de la escena del crimen. Según los funcionarios, fueron asesinados tiempo antes del asesinato del general y no tuvieron nada que ver con eso. Pero muchos de los colegas de Rokhlin pensaron que ellos eran los verdaderos asesinos, liquidados por el servicio especial del Kremlin. Según Aleksandr Litvinenko, el ex general de la KGB y el FSB Anatoly Trofimov (él mismo asesinado a tiros en 2005) le dijo que el asesinato parecía haber sido organizado por los servicios secretos rusos.
El movimiento político En Defensa del Ejército no sobrevivió al deceso de Rokhlin.